# إيغور دي ليما
إيغور دي ليما (بالبرتغالية: Igor de Lima‏) هو لاعب كرة قدم برازيلي، ولد في 28 مارس 1980 في البرازيل.